# République de Kalotaszeg
Au printemps 1919, Károly Kós et les intellectuels de Kalotaszeg, avec le soutien de 40 000 personnes, ont proclamé à Huedin la République de Kalotaszeg, une république ethno-identitaire inspirée par les théories multiculturelles nées au sein la société ethnographique hongroise de 1889, et appelé Transylvanisme. À la chute de l'Empire austro-Hongrois, en à peine deux jours, les troupes de l'armée roumaine et l'armée française d'Orient ont occupé la localité et la micro-région. Malgré cet échec, la micro région inventée par Károly Kós, a continué à exister d'une manière secrète et non officielle sous le communisme et subsiste encore aujourd'hui sous le nom de Kalotaszeg.